# Legendre-szimbólum
A Legendre-szimbólum a számelmélet egyik hasznos eszköze. Adrien-Marie Legendre francia matematikus (1752–1833) vezette be Essai sur la Thérie des Nombres c. 1798-as munkájában.

## Definíció
Ha {\displaystyle p} prímszám és {\displaystyle a} egész szám, akkor az {\displaystyle \left({\frac {a}{p}}\right)} Legendre-szimbólum értéke:
- 0, ha {\displaystyle p} osztja {\displaystyle a}-t,
- 1, ha {\displaystyle a} kvadratikus maradék {\displaystyle p}-re nézve – azaz van olyan egész {\displaystyle k} hogy {\displaystyle k^{2}\equiv a{\pmod {p}}},
- –1, ha {\displaystyle a} kvadratikus nemmaradék {\displaystyle p}-re nézve, tehát nincs fenti tulajdonságú {\displaystyle k} egész szám

## A Legendre-szimbólum tulajdonságai
A Legendre-szimbólumot tulajdonságai gyorsan számolhatóvá teszik:
1. {\displaystyle \left({\frac {ab}{p}}\right)=\left({\frac {a}{p}}\right)\left({\frac {b}{p}}\right)} (felső változójában teljesen multiplikatív függvény)
2. Ha {\displaystyle a\equiv b{\pmod {p}}}, akkor {\displaystyle \left({\frac {a}{p}}\right)=\left({\frac {b}{p}}\right)}
3. {\displaystyle \left({\frac {1}{p}}\right)=1}
4. Ha {\displaystyle p} páratlan prím, akkor {\displaystyle \left({\frac {-1}{p}}\right)=(-1)^{\frac {p-1}{2}}}, azaz 1, ha {\displaystyle p\equiv 1{\pmod {4}}} és – 1, ha {\displaystyle p\equiv 3{\pmod {4}}}
5. Ha {\displaystyle p} páratlan prím, akkor {\displaystyle \left({\frac {2}{p}}\right)=(-1)^{\frac {p^{2}-1}{8}}}, ami 1, ha {\displaystyle p\equiv 1} vagy {\displaystyle 7{\pmod {8}}\,} és – 1, ha {\displaystyle p\equiv 3} vagy {\displaystyle 5{\pmod {8}}\,}
6. Ha {\displaystyle p} és {\displaystyle q} páratlan prímszámok, akkor {\displaystyle \left({\frac {q}{p}}\right)=\left({\frac {p}{q}}\right)(-1)^{{\frac {p-1}{2}}\cdot {\frac {q-1}{2}}}}

Az utóbbi állítás a kvadratikus reciprocitás tétele.
Fontos tulajdonság még az Euler-kritérium:
{\displaystyle \left({\frac {a}{p}}\right)\equiv a^{\frac {p-1}{2}}{\pmod {p}}}
A Legendre-szimbólum fontos példa Dirichlet-karakterre.

## Általánosítás
A Jacobi-szimbólum a Legendre-szimbólum általánosítása összetett számokra.

## Külső hivatkozások
- Az Euler-kritérium